# عائلة بلوش
عائلة بلوش أو عائلة بي. لوش (بالإسبانية: La familia P. Luche) مسلسل كوميدي مكسيكي. من إعداد إيوخينيو ديربيز. عرض على قناة النجوم «إحدى قنوات تيلفيزا» من 2003 حتى 2012.

## الحلقات

### نظرة عامة
| الموسم | الموسم | الحلقات | الحلقات | البث الأصلي   | البث الأصلي     |
| الموسم | الموسم | الحلقات | الحلقات | البث الأول    | البث الأخير     |
| ------ | ------ | ------- | ------- | ------------- | --------------- |
|        | 1      | 38      | 38      | 7 أغسطس، 2002 | 3 مارس، 2004    |
|        | 2      | 24      | 24      | 19 مارس، 2007 | 28 أغسطس، 2007  |
|        | 3      | 18      | 18      | 8 يوليو، 2012 | 16 سبتمبر، 2012 |

## وصلات خارجية
- عائلة بلوش على موقع IMDb (الإنجليزية)
- عائلة بلوش على موقع فيلمافينيتي (الإسبانية)
- عائلة بلوش على موقع كينوبويسك (الروسية)
- عائلة بلوش على موقع قاعدة بيانات الفيلم (الإنجليزية)